# 通安镇 (苏州市)
通安镇，是中华人民共和国江苏省苏州市虎丘区下辖的一个乡镇级行政单位。

## 行政区划
通安镇下辖以下地区：
新街社区、华通花园一区社区、华通花园二区社区、华通花园三区社区、华通花园四区社区、华通花园真山社区、颜家社区、树山村、青峰村、北窑村、金市村、航船浜村、街西村、东泾村和同心村。